# Avon, Seine-et-Marne
Avon är en kommun i departementet Seine-et-Marne i regionen Île-de-France i norra Frankrike. Kommunen ligger i kantonen Fontainebleau som tillhör arrondissementet Fontainebleau. År 2022 hade Avon 13 526 invånare.
Avon ligger tillsammans med staden Fontainebleau, känt för sitt slott, som en ö i den väldiga Fontainebleauskogen.

## Befolkningsutveckling
Antalet invånare i kommunen Avon
| Referens: INSEE |